# Гроттаферрата
Гроттаферрата, Ґроттаферрата (італ. Grottaferrata) — муніципалітет в Італії, у регіоні Лаціо,  метрополійне місто Рим-Столиця.
Гроттаферрата розташована на відстані близько 19 км на південний схід від Рима.
Населення — 20 337 осіб (2014).
Щорічний фестиваль відбувається 26 вересня. Покровитель — San Nilo.

## Демографія
Населення за роками:

Станом на 1 січня 2023 року в муніципалітеті офіційно проживали 1544 іноземці з 95 країн, серед них 644 громадяни країн Євросоюзу та 78 громадян України.

## Клімат
| GROTTAFERRATA       | Місяці | Місяці | Місяці | Місяці | Місяці | Місяці | Місяці | Місяці | Місяці | Місяці | Місяці | Місяці | Пора | Пора | Пора | Пора | Рік  |
| GROTTAFERRATA       | Січ    | Лют    | Бер    | Кві    | Тра    | Чер    | Лип    | Сер    | Вер    | Жов    | Лис    | Гру    | Зим  | Вес  | Літ  | Осі  | Рік  |
| ------------------- | ------ | ------ | ------ | ------ | ------ | ------ | ------ | ------ | ------ | ------ | ------ | ------ | ---- | ---- | ---- | ---- | ---- |
| Темп. макс. (°C)    | 11.2   | 12.5   | 14.9   | 18.1   | 22.5   | 26.5   | 29.7   | 29.2   | 25.2   | 20.2   | 15.5   | 12.2   | 12   | 18.5 | 28.5 | 20.3 | 19.8 |
| Темп. мін. (°C)     | 3.3    | 3.7    | 5.3    | 7.8    | 11.3   | 14.8   | 17.1   | 17.5   | 14.8   | 11.0   | 7.6    | 4.3    | 3.8  | 8.1  | 16.5 | 11.1 | 9.9  |
| Опади (мм)          | 99     | 89     | 76     | 71     | 53     | 36     | 17     | 46     | 90     | 99     | 132    | 105    | 293  | 200  | 99   | 321  | 913  |
| Дні опадів (≥ 1 мм) | 8      | 7      | 8      | 7      | 6      | 4      | 2      | 4      | 5      | 6      | 8      | 8      | 23   | 21   | 10   | 19   | 73   |

## Сусідні муніципалітети
- Кастель-Гандольфо
- Чіампіно
- Фраскаті
- Марино
- Монте-Порціо-Катоне
- Монте-Компатрі
- Рокка-ді-Папа
- Рим